# BAFL Elite Division 2019
La BAFL Elite Division 2019 è stata la 32ª edizione del campionato di football americano di primo livello, organizzato dalla BAFL.

## Squadre partecipanti
| Club                     | Città     | Stadio | Sponsor ufficiale | Risultato nella stagione 2018 |
| ------------------------ | --------- | ------ | ----------------- | ----------------------------- |
| Antwerp Argonauts        | Anversa   |        |                   |                               |
| Brussels Black Angels    | Bruxelles |        |                   | Campioni del Belgio           |
| Brussels Tigers          | Bruxelles |        |                   |                               |
| Charleroi Coal Miners    | Charleroi |        |                   |                               |
| Liège Monarchs           | Liegi     |        |                   |                               |
| Limburg Shotguns         | Beringen  |        |                   |                               |
| Ostend Pirates           | Ostenda   |        |                   |                               |
| Wallonie Picarde Phoenix | Tournai   |        |                   | Vincitori LFFA Division II    |

## Stagione regolare

### Calendario

#### 1ª giornata
| Evere 10 febbraio 2019, ore 14:00 | Brussels Tigers | 13 – 10 | Antwerp Argonauts | Complexe sportif |

| Beringen 10 febbraio 2019, ore 14:00 | Limburg Shotguns | 46 – 0 | Wallonie Picarde Phoenix | Shotgun Field |

#### 2ª giornata
| Anderlecht 17 febbraio 2019, ore 13:30 | Brussels Black Angels | 28 – 6 | Liège Monarchs | Pedepark |

| Ostenda 17 febbraio 2019, ore 14:00 | Ostend Pirates | 12 – 7 | Charleroi Coal Miners | Sportpark De Schorre |

#### 3ª giornata
| Evere 24 febbraio 2019, ore 14:00 | Brussels Tigers | 14 – 20 | Limburg Shotguns | Complexe sportif |

| Ruisbroek 24 febbraio 2019, ore 14:00 | Antwerp Argonauts | 23 – 6 | Wallonie Picarde Phoenix | Argonauts Stadium |

#### 4ª giornata
| Roux 3 marzo 2019, ore 14:00 | Charleroi Coal Miners | 35 – 0 | Liège Monarchs | Complexe sportif |

| Ostenda 3 marzo 2019, ore 14:00 | Ostend Pirates | 0 – 36 | Brussels Black Angels | Sportpark De Schorre |

#### 5ª giornata
| Tournai 10 marzo 2019, ore 14:00 | Wallonie Picarde Phoenix | 0 – 26 | Brussels Tigers | Hall des Sports |

| Ruisbroek 10 marzo 2019, ore 14:00 | Antwerp Argonauts | 0 – 20 | Limburg Shotguns | Argonauts Stadium |

#### 6ª giornata
| Anderlecht 17 marzo 2019, ore 14:00 | Brussels Black Angels | 61 – 13 | Charleroi Coal Miners | Pedepark |

| Liegi 17 marzo 2019, ore 14:00 | Liège Monarchs | 12 – 10 | Ostend Pirates | Plaine de Cointe |

#### 7ª giornata
| Roux 31 marzo 2019, ore 14:00 | Charleroi Coal Miners | 0 – 40 | Limburg Shotguns | Complexe sportif |

| Ruisbroek 31 marzo 2019, ore 14:00 | Antwerp Argonauts | 6 – 26 | Ostend Pirates | Argonauts Stadium |

#### 8ª giornata
| Tournai 7 aprile 2019, ore 14:00 | Wallonie Picarde Phoenix | 0 – 56 | Brussels Black Angels | Hall des Sports |

| Liegi 7 aprile 2019, ore 14:00 | Liège Monarchs | 26 – 20 | Brussels Tigers | Plaine de Cointe |

#### 9ª giornata
| Beringen 13 aprile 2019, ore 19:00 | Limburg Shotguns | 26 – 22 | Ostend Pirates | Shotgun Field |

| Roux 14 aprile 2019, ore 14:00 | Charleroi Coal Miners | 18 – 28 | Antwerp Argonauts | Complexe sportif |

#### 10ª giornata
| Anderlecht 28 aprile 2019, ore 14:00 | Brussels Black Angels | 40 – 7 | Antwerp Argonauts | Pedepark |

| Liegi 28 aprile 2019, ore 14:00 | Limburg Shotguns | 35 – 14 | Liège Monarchs | Plaine de Cointe |

#### 11ª giornata
| Roux 5 maggio 2019, ore 14:00 | Charleroi Coal Miners | 18 – 0 | Wallonie Picarde Phoenix | Complexe sportif |

| Ostenda 5 maggio 2019, ore 14:00 | Ostend Pirates | 6 – 12 | Brussels Tigers | Sportpark De Schorre |

#### 12ª giornata
| Ruisbroek 12 maggio 2019, ore 14:00 | Antwerp Argonauts | 6 – 6 | Liège Monarchs | Argonauts Stadium |

| Beringen 12 maggio 2019, ore 14:00 | Limburg Shotguns | 12 – 42 | Brussels Black Angels | Shotgun Field |

#### 13ª giornata
| Evere 19 maggio 2019, ore 14:00 | Brussels Tigers | 8 – 16 | Charleroi Coal Miners | Complexe sportif |

| Tournai 19 maggio 2019, ore 14:00 | Wallonie Picarde Phoenix | 6 – 42 | Ostend Pirates | Hall des Sports |

#### 14ª giornata
| Anderlecht 2 giugno 2019, ore 14:00 | Brussels Black Angels | 54 – 0 | Brussels Tigers | Pedepark |

| Liegi 2 giugno 2019, ore 14:00 | Liège Monarchs | 66 – 6 | Wallonie Picarde Phoenix | Plaine de Cointe |

### Classifiche

#### BAFL
La classifica della regular season è la seguente:
- PCT = percentuale di vittorie, G = partite giocate, V = partite vinte,  P = partite perse, PF = punti fatti, PS = punti subiti

| Pos. | Squadra                  | PCT   | G | V | N | P | PF  | PS  |
| ---- | ------------------------ | ----- | - | - | - | - | --- | --- |
| 1    | Brussels Black Angels    | 1.000 | 7 | 7 | 0 | 0 | 317 | 38  |
| 2    | Limburg Shotguns         | .857  | 7 | 6 | 0 | 1 | 199 | 92  |
| 3    | Liège Monarchs           | .500  | 7 | 3 | 1 | 3 | 130 | 140 |
| 4    | Ostend Pirates           | .429  | 7 | 3 | 0 | 4 | 118 | 105 |
| 5    | Charleroi Coal Miners    | .429  | 7 | 3 | 0 | 4 | 107 | 149 |
| 6    | Brussels Tigers          | .429  | 7 | 3 | 0 | 4 | 93  | 132 |
| 7    | Antwerp Argonauts        | .357  | 7 | 2 | 1 | 4 | 80  | 129 |
| 8    | Wallonie Picarde Phoenix | .000  | 7 | 0 | 0 | 7 | 18  | 277 |

#### FAFL
| Pos. | Squadra               | PCT   | G | V | N | P | PF  | PS  |
| ---- | --------------------- | ----- | - | - | - | - | --- | --- |
| 1    | Brussels Black Angels | 1.000 | 7 | 7 | 0 | 0 | 317 | 38  |
| 2    | Limburg Shotguns      | .857  | 7 | 6 | 0 | 1 | 199 | 92  |
| 3    | Ostend Pirates        | .429  | 7 | 3 | 0 | 4 | 118 | 105 |
| 4    | Antwerp Argonauts     | .357  | 7 | 2 | 1 | 4 | 80  | 129 |

#### LFFA
| Pos. | Squadra                  | PCT  | G | V | N | P | PF  | PS  |
| ---- | ------------------------ | ---- | - | - | - | - | --- | --- |
| 1    | Liège Monarchs           | .500 | 7 | 3 | 1 | 3 | 130 | 140 |
| 2    | Charleroi Coal Miners    | .429 | 7 | 3 | 0 | 4 | 107 | 149 |
| 3    | Brussels Tigers          | .429 | 7 | 3 | 0 | 4 | 93  | 132 |
| 4    | Wallonie Picarde Phoenix | .000 | 7 | 0 | 0 | 7 | 18  | 277 |

## Playoff e playout
Le prime quattro squadre si qualificano per i playoff, l'ottava retrocede direttamente, mentre la settima gioca un playout contro la seconda classificata della National Division.

### Tabellone
|  | Semifinali            | Semifinali            | Semifinali       |                  |                       | XXXII Belgian Bowl    | XXXII Belgian Bowl | XXXII Belgian Bowl |  |
|  |                       |                       |                  |                  |                       |                       |                    |                    |  |
|  | Brussels Black Angels | Brussels Black Angels | 51               |                  |                       |                       |                    |                    |  |
|  | Brussels Black Angels | Brussels Black Angels | 51               |                  |                       |                       |                    |                    |  |
|  | Liège Monarchs        | Liège Monarchs        | 0                |                  |                       |                       |                    |                    |  |
|  | Liège Monarchs        | Liège Monarchs        | 0                |                  | Brussels Black Angels | Brussels Black Angels | 40                 |                    |  |
|  |                       |                       |                  |                  | Brussels Black Angels | Brussels Black Angels | 40                 |                    |  |
|  |                       |                       | Limburg Shotguns | Limburg Shotguns | 20                    |                       |                    |                    |  |
|  | Limburg Shotguns      | Limburg Shotguns      | Limburg Shotguns | Limburg Shotguns | 20                    | 30                    |                    |                    |  |
|  | Limburg Shotguns      | Limburg Shotguns      |                  |                  |                       |                       |                    |                    |  |
|  | Ostend Pirates        | Ostend Pirates        | 3                |                  |                       |                       |                    |                    |  |

### Semifinali
| Anderlecht 15 giugno 2019, ore 14:00 | Brussels Black Angels | 51 – 0 | Liège Monarchs |  |

| Beringen 16 giugno 2019, ore 14:00 | Limburg Shotguns | 30 – 3 | Ostend Pirates |  |

### Playout
| Puurs 23 giugno 2019, ore 14:00 | Antwerp Argonauts | 22 – 20 (d.t.s.) | Izegem Tribes |  |

### XXXII Belgian Bowl
| Schaerbeek 30 giugno 2019 | Brussels Black Angels | 40 – 20 | Limburg Shotguns |  |

## Verdetti
- Brussels Black Angels Campioni del Belgio 2019
- Ghent Gators promossi dalla BAFL National Division
- Wallonie Picarde Phoenix retrocessi in BAFL National Division
- Izegem Tribes non promossi dalla BAFL National Division
- Antwerp Argonauts non retrocessi in BAFL National Division